# Saison 2024-2025 des Pelicans de La Nouvelle-Orléans
La saison 2024-2025 des Pelicans de La Nouvelle-Orléans est la 22e saison de la franchise en National Basketball Association (NBA).
Le 13 mars, les Pelicans sont éliminés de la course aux playoffs après une défaite contre le Magic d'Orlando (93-113).

## Draft
| Tour | Choix | Joueur     | Poste | Nationalité | Provenance      |
| ---- | ----- | ---------- | ----- | ----------- | --------------- |
| 1    | 21    | Yves Missi | C     | Cameroun    | Bears de Baylor |

## Matchs

### Summer League
| Summer League Total: 0-5 |

| Match | Date match | Équipe      | Score   | Meilleur marqueur     | Meilleur rebondeur     | Meilleur passeur   | Lieux Spectateurs      | Série |
| ----- | ---------- | ----------- | ------- | --------------------- | ---------------------- | ------------------ | ---------------------- | ----- |
| 1     | 12 juillet | Minnesota   | D 74-81 | Jordan Hawkins (18)   | Jordan Hall (9)        | Ford, Hawkins (3)  | Thomas & Mack Center 0 | 0 - 1 |
| 2     | 14 juillet | Orlando     | D 86-91 | Jordan Hawkins (24)   | Izaiah Brockington (6) | Karlo Matković (5) | Cox Pavilion 0         | 0 - 2 |
| 3     | 16 juillet | San Antonio | D 85-90 | Karlo Matković (25)   | Karlo Matković (5)     | Jordan Hall (5)    | Thomas & Mack Center 0 | 0 - 3 |
| 4     | 18 juillet | Memphis     | D 77-88 | Jordan Ford (16)      | Yves Missi (6)         | Jordan Ford (4)    | Cox Pavilion 0         | 0 - 4 |
| 5     | 20 juillet | Denver      | D 82-91 | Keion Brooks Jr. (24) | Trhae Mitchell (8)     | Jordan Ford (6)    | Thomas & Mack Center 0 | 0 - 5 |

### Pré-saison
| Pré-saison Total: 1-2 (Domicile : 1-0; Extérieur : 0-2) |

| Match                                                   | Date match | Équipe    | Score     | Meilleur marqueur    | Meilleur rebondeur  | Meilleur passeur    | Lieux Spectateurs           | Série |
| ------------------------------------------------------- | ---------- | --------- | --------- | -------------------- | ------------------- | ------------------- | --------------------------- | ----- |
| 1                                                       | 7 octobre  | Orlando   | V 106-104 | Jordan Hawkins (18)  | Zion Williamson (8) | Dejounte Murray (6) | Smoothie King Center 17 687 | 1 - 0 |
| -                                                       | 11 octobre | @ Orlando | Annulé*   | Annulé*              | Annulé*             | Annulé*             | Kia Center                  | -     |
| 2                                                       | 13 octobre | @ Miami   | D 99-101  | Zion Williamson (13) | Javonte Green (8)   | Elfrid Payton (7)   | Kaseya Center 17 687        | 1 - 1 |
| 3                                                       | 25 octobre | @ Houston | D 98-118  | Jordan Hawkins (20)  | Dejounte Murray (6) | Dejounte Murray (7) | Toyota Center 15 528        | 1 - 2 |
| * Le match a été annulé à la suite de l’ouragan Milton. |            |           |           |                      |                     |                     |                             |       |

### Saison régulière
| Saison régulière Total: 21-61 (Domicile : 14-27; Extérieur : 7-34) |

| Match | Date match | Équipe         | Score     | Meilleur marqueur    | Meilleur rebondeur   | Meilleur passeur     | Lieux Spectateurs           | Série |
| ----- | ---------- | -------------- | --------- | -------------------- | -------------------- | -------------------- | --------------------------- | ----- |
| 1     | 23 octobre | Chicago        | V 123-111 | Brandon Ingram (33)  | Dejounte Murray (8)  | Dejounte Murray (10) | Smoothie King Center 18 581 | 1 - 0 |
| 2     | 25 octobre | @ Portland     | V 105-103 | Jordan Hawkins (24)  | Zion Williamson (11) | Zion Williamson (7)  | Moda Center 16 190          | 2 - 0 |
| 3     | 27 octobre | @ Portland     | D 103-125 | C. J. McCollum (27)  | Brandon Ingram (8)   | Brandon Ingram (6)   | Moda Center 16 138          | 2 - 1 |
| 4     | 29 octobre | @ Golden State | D 106-124 | Zion Williamson (31) | Zion Williamson (8)  | C. J. McCollum (5)   | Chase Center 18 064         | 2 - 2 |
| 5     | 30 octobre | @ Golden State | D 89-104  | Jordan Hawkins (23)  | Zion Williamson (12) | Brandon Ingram (6)   | Chase Center 18 064         | 2 - 3 |

| Match                                  | Date match   | Équipe          | Score     | Meilleur marqueur       | Meilleur rebondeur          | Meilleur passeur        | Lieux Spectateurs                 | Série  |
| -------------------------------------- | ------------ | --------------- | --------- | ----------------------- | --------------------------- | ----------------------- | --------------------------------- | ------ |
| 6                                      | 1er novembre | Indiana         | V 125-118 | Zion Williamson (34)    | Yves Missi (10)             | Zion Williamson (10)    | Smoothie King Center 15 133       | 3 - 3  |
| 7                                      | 3 novembre   | Atlanta         | D 111-126 | Brandon Ingram (32)     | Ingram, Robinson-Earl (7)   | Jose Alvarado (7)       | Smoothie King Center 15 505       | 3 - 4  |
| 8                                      | 4 novembre   | Portland        | D 100-118 | Brandon Ingram (27)     | Yves Missi (7)              | Brandon Ingram (7)      | Smoothie King Center 14 932       | 3 - 5  |
| 9                                      | 6 novembre   | Cleveland       | D 122-131 | Zion Williamson (29)    | Zion Williamson (8)         | Brandon Ingram (5)      | Smoothie King Center 15 694       | 3 - 6  |
| 10                                     | 8 novembre   | @ Orlando       | D 88-115  | Brandon Boston Jr. (26) | Brandon Boston Jr. (6)      | Alvarado, Ingram (5)    | Kia Center 18 565                 | 3 - 7  |
| 11                                     | 11 novembre  | Brooklyn        | D 105-107 | Brandon Ingram (24)     | Yves Missi (11)             | Brandon Boston Jr. (10) | Smoothie King Center 16 895       | 3 - 8  |
| 12                                     | 13 novembre  | @ Oklahoma City | D 88-106  | Brandon Ingram (18)     | Boston Jr., Missi (10)      | Brandon Ingram (6)      | Paycom Center 17 180              | 3 - 9  |
| 13                                     | 15 novembre  | Denver*         | V 101-94  | Brandon Ingram (29)     | Yves Missi (12)             | Brandon Ingram (7)      | Smoothie King Center 16 137       | 4 - 9  |
| 14                                     | 16 novembre  | L.A. Lakers     | D 99-104  | Brandon Ingram (32)     | Jeremiah Robinson-Earl (9)  | Brandon Ingram (8)      | Smoothie King Center 18 761       | 4 - 10 |
| 15                                     | 19 novembre  | @ Dallas*       | D 91-132  | Trey Murphy III (19)    | Yves Missi (9)              | Trois joueurs (4)       | American Airlines Center 20 077   | 4 - 11 |
| 16                                     | 20 novembre  | @ Cleveland     | D 100-128 | Antonio Reeves (34)     | Yves Missi (8)              | Elfrid Payton (8)       | Rocket Mortgage FieldHouse 19 432 | 4 - 12 |
| 17                                     | 22 novembre  | Golden State*   | D 108-112 | Trey Murphy III (24)    | Jeremiah Robinson-Earl (12) | Boston Jr., Ingram (7)  | Smoothie King Center 16 820       | 4 - 13 |
| 18                                     | 25 novembre  | @ Indiana       | D 110-114 | Trey Murphy III (24)    | Yves Missi (13)             | Elfrid Payton (21)      | Gainbridge Fieldhouse 16 059      | 4 - 14 |
| 19                                     | 27 novembre  | Toronto         | D 93-119  | C. J. McCollum (19)     | Jeremiah Robinson-Earl (10) | Trois joueurs (4)       | Smoothie King Center 17 307       | 4 - 15 |
| 20                                     | 29 novembre  | @ Memphis*      | D 109-120 | C. J. McCollum (30)     | Yves Missi (14)             | Dejounte Murray (6)     | FedExForum 17 014                 | 4 - 16 |
| *Matchs comptant pour la NBA Cup 2024. |              |                 |           |                         |                             |                         |                                   |        |

| Match | Date match   | Équipe        | Score          | Meilleur marqueur         | Meilleur rebondeur   | Meilleur passeur     | Lieux Spectateurs            | Série  |
| ----- | ------------ | ------------- | -------------- | ------------------------- | -------------------- | -------------------- | ---------------------------- | ------ |
| 21    | 1er décembre | @ New York    | D 85-118       | Boston Jr., McCollum (13) | Missi, Murray (8)    | Elfrid Payton (7)    | Madison Square Garden 19 812 | 4 - 17 |
| 22    | 2 décembre   | @ Atlanta     | D 112-124      | C. J. McCollum (29)       | Yves Missi (12)      | Dejounte Murray (10) | State Farm Arena 15 034      | 4 - 18 |
| 23    | 5 décembre   | Phoenix       | V 126-124      | Brandon Ingram (29)       | Yves Missi (12)      | C. J. McCollum (6)   | Smoothie King Center 16 365  | 5 - 18 |
| 24    | 7 décembre   | Oklahoma City | D 109-119      | Dejounte Murray (26)      | Dejounte Murray (9)  | C. J. McCollum (8)   | Smoothie King Center 15 718  | 5 - 19 |
| 25    | 8 décembre   | @ San Antonio | D 116-121      | Trey Murphy III (25)      | Yves Missi (14)      | Dejounte Murray (11) | Frost Bank Center 16 840     | 5 - 20 |
| 26    | 12 décembre  | Sacramento    | D 109-111      | C. J. McCollum (36)       | Yves Missi (11)      | Dejounte Murray (9)  | Smoothie King Center 15 488  | 5 - 21 |
| 27    | 15 décembre  | @ Indiana     | D 104-119      | Brandon Boston Jr. (20)   | Yves Missi (14)      | Dejounte Murray (7)  | Gainbridge Fieldhouse 16 792 | 5 - 22 |
| 28    | 19 décembre  | @ Houston     | D 113-133      | Trey Murphy III (28)      | Yves Missi (11)      | Dejounte Murray (8)  | Toyota Center 18 055         | 5 - 23 |
| 29    | 21 décembre  | New York      | D 93-104       | Trey Murphy III (26)      | Dejounte Murray (9)  | Dejounte Murray (8)  | Smoothie King Center 16 696  | 5 - 24 |
| 30    | 22 décembre  | Denver        | D 129-132 (OT) | Jordan Hawkins (25)       | Yves Missi (9)       | Dejounte Murray (15) | Smoothie King Center 17 474  | 5 - 25 |
| 31    | 26 décembre  | Houston       | D 111-128      | Trey Murphy III (21)      | Yves Missi (9)       | Herbert Jones (7)    | Smoothie King Center 16 052  | 5 - 26 |
| 32    | 27 décembre  | Memphis       | D 124-132      | Trey Murphy III (35)      | Daniel Theis (11)    | Dejounte Murray (9)  | Smoothie King Center 17 328  | 5 - 27 |
| 33    | 30 décembre  | L.A. Clippers | D 113-116      | C. J. McCollum (33)       | Dejounte Murray (10) | Dejounte Murray (8)  | Smoothie King Center 17 303  | 5 - 28 |

| Match                                                                              | Date match  | Équipe         | Score          | Meilleur marqueur    | Meilleur rebondeur     | Meilleur passeur         | Lieux Spectateurs           | Série   |
| ---------------------------------------------------------------------------------- | ----------- | -------------- | -------------- | -------------------- | ---------------------- | ------------------------ | --------------------------- | ------- |
| 34                                                                                 | 1er janvier | @ Miami        | D 108-119      | Trey Murphy III (34) | Six joueurs (4)        | Dejounte Murray (7)      | Kaseya Center 20 013        | 5 - 29  |
| 35                                                                                 | 3 janvier   | Washington     | V 132-120      | C. J. McCollum (50)  | Yves Missi (11)        | Dejounte Murray (12)     | Smoothie King Center 17 307 | 6 - 29  |
| 36                                                                                 | 5 janvier   | @ Washington   | V 110-98       | C. J. McCollum (25)  | Dejounte Murray (10)   | Dejounte Murray (12)     | Capital One Arena 15 451    | 7 - 29  |
| 37                                                                                 | 7 janvier   | Minnesota      | D 97-104       | Dejounte Murray (29) | Yves Missi (9)         | Dejounte Murray (6)      | Smoothie King Center 16 282 | 7 - 30  |
| 38                                                                                 | 8 janvier   | Portland       | D 100-119      | C. J. McCollum (23)  | Green, Missi (7)       | Dejounte Murray (5)      | Smoothie King Center 16 425 | 7 - 31  |
| 39                                                                                 | 10 janvier  | @ Philadelphie | V 123-115      | C. J. McCollum (38)  | Dejounte Murray (10)   | Jose Alvarado (9)        | Wells Fargo Center 19 779   | 8 - 31  |
| 40                                                                                 | 12 janvier  | @ Boston       | D 119-120      | Trey Murphy III (30) | Dejounte Murray (9)    | Dejounte Murray (8)      | TD Garden 19 156            | 8 - 32  |
| 41                                                                                 | 14 janvier  | @ Chicago      | V 119-113      | Trey Murphy III (32) | Quatre joueurs (7)     | Zion Williamson (9)      | United Center 17 210        | 9 - 32  |
| 42                                                                                 | 15 janvier  | Dallas         | V 119-116      | Dejounte Murray (30) | Trey Murphy III (10)   | Dejounte Murray (7)      | Smoothie King Center 16 488 | 10 - 32 |
| 43                                                                                 | 17 janvier  | Utah           | V 136-123      | C. J. McCollum (26)  | Zion Williamson (14)   | Trois joueurs (6)        | Smoothie King Center 18 321 | 11 - 32 |
| 44                                                                                 | 20 janvier  | Utah           | V 123-119 (OT) | C. J. McCollum (45)  | Dejounte Murray (9)    | Dejounte Murray (11)     | Smoothie King Center 14 830 | 12 - 32 |
| -                                                                                  | 22 janvier  | Milwaukee      | Reporté*       | Reporté*             | Reporté*               | Reporté*                 | Smoothie King Center        | -       |
| 45                                                                                 | 24 janvier  | @ Memphis      | D 126-139      | Dejounte Murray (26) | Murphy III, Murray (6) | Dejounte Murray (7)      | FedExForum 16 495           | 12 - 33 |
| 46                                                                                 | 25 janvier  | @ Charlotte    | D 92-123       | Zion Williamson (28) | Zion Williamson (11)   | Alvarado, Murphy III (5) | Spectrum Center 18 461      | 12 - 34 |
| 47                                                                                 | 27 janvier  | @ Toronto      | D 104-113      | Zion Williamson (31) | Cinq joueurs (7)       | Dejounte Murray (8)      | Scotiabank Arena 18 054     | 12 - 35 |
| 48                                                                                 | 29 janvier  | Dallas         | D 136-137      | Trey Murphy III (32) | Yves Missi (7)         | C. J. McCollum (8)       | Smoothie King Center 15 656 | 12 - 36 |
| 49                                                                                 | 31 janvier  | Boston         | D 116-118      | Trey Murphy III (40) | Yves Missi (13)        | Jose Alvarado (6)        | Smoothie King Center 16 432 | 12 - 37 |
| * Le match a été reporté à cause des conditions climatiques à La Nouvelle-Orléans. |             |                |                |                      |                        |                          |                             |         |

| Match                  | Date match | Équipe          | Score          | Meilleur marqueur    | Meilleur rebondeur    | Meilleur passeur           | Lieux Spectateurs               | Série   |
| ---------------------- | ---------- | --------------- | -------------- | -------------------- | --------------------- | -------------------------- | ------------------------------- | ------- |
| 50                     | 3 février  | @ Denver        | D 113-125      | Trey Murphy III (41) | Karlo Matković (11)   | McCollum, Williamson (5)   | Ball Arena 19 587               | 12 - 38 |
| 51                     | 5 février  | @ Denver        | D 119-144      | Zion Williamson (28) | Karlo Matković (9)    | Trey Murphy III (9)        | Ball Arena 19 526               | 12 - 39 |
| 52                     | 8 février  | @ Sacramento    | D 118-123      | Zion Williamson (40) | Yves Missi (13)       | Jose Alvarado (9)          | Golden 1 Center 17 832          | 12 - 40 |
| 53                     | 10 février | @ Oklahoma City | D 101-137      | Trey Murphy III (23) | Karlo Matković (9)    | Murphy III, Williamson (5) | Paycom Center 17 340            | 12 - 41 |
| 54                     | 12 février | Sacramento      | D 111-119      | Zion Williamson (33) | Missi, Williamson (9) | Jose Alvarado (9)          | Smoothie King Center 17 444     | 12 - 42 |
| 55                     | 13 février | Sacramento      | V 140-133 (OT) | C. J. McCollum (43)  | Trey Murphy III (9)   | Trey Murphy III (11)       | Smoothie King Center 16 686     | 13 - 42 |
| NBA All-Star Game 2025 |            |                 |                |                      |                       |                            |                                 |         |
| 56                     | 21 février | @ Dallas        | D 103-111      | Zion Williamson (29) | Yves Missi (10)       | Trey Murphy III (6)        | American Airlines Center 20 125 | 13 - 43 |
| 57                     | 23 février | San Antonio     | V 114-96       | Zion Williamson (22) | Missi, Olynyk (15)    | Jose Alvarado (8)          | Smoothie King Center 17 399     | 14 - 43 |
| 58                     | 25 février | San Antonio     | V 109-103      | Trey Murphy III (24) | Kelly Olynyk (12)     | Bruce Brown (6)            | Smoothie King Center 16 767     | 15 - 43 |
| 59                     | 27 février | @ Phoenix       | V 124-116      | Zion Williamson (27) | Trois joueurs (10)    | Zion Williamson (11)       | PHX Arena 17 071                | 16 - 43 |
| 60                     | 28 février | @ Phoenix       | D 108-125      | Hawkins, Missi (24)  | Kelly Olynyk (7)      | Trey Murphy III (8)        | PHX Arena 17 071                | 16 - 44 |

| Match | Date match | Équipe        | Score     | Meilleur marqueur    | Meilleur rebondeur    | Meilleur passeur     | Lieux Spectateurs           | Série   |
| ----- | ---------- | ------------- | --------- | -------------------- | --------------------- | -------------------- | --------------------------- | ------- |
| 61    | 2 mars     | @ Utah        | V 128-121 | Kelly Olynyk (26)    | Kelly Olynyk (9)      | Zion Williamson (9)  | Delta Center 18 175         | 17 - 44 |
| 62    | 4 mars     | @ L.A. Lakers | D 115-136 | Zion Williamson (37) | Trey Murphy III (6)   | Zion Williamson (6)  | Crypto.com Arena 18 997     | 17 - 45 |
| 63    | 6 mars     | Houston       | D 97-109  | Trey Murphy III (26) | Zion Williamson (10)  | Jose Alvarado (4)    | Smoothie King Center 17 636 | 17 - 46 |
| 64    | 8 mars     | @ Houston     | D 117-146 | Zion Williamson (20) | Karlo Matković (7)    | Jose Alvarado (7)    | Toyota Center 18 055        | 17 - 47 |
| 65    | 9 mars     | Memphis       | D 104-107 | Trey Murphy III (27) | Karlo Matković (11)   | Jose Alvarado (11)   | Smoothie King Center 17 435 | 17 - 48 |
| 66    | 11 mars    | L.A. Clippers | V 127-120 | C. J. McCollum (23)  | Zion Williamson (10)  | Zion Williamson (12) | Smoothie King Center 17 363 | 18 - 48 |
| 67    | 13 mars    | Orlando       | D 93-113  | Zion Williamson (20) | Bamba, Williamson (8) | Zion Williamson (5)  | Smoothie King Center 16 323 | 18 - 49 |
| 68    | 15 mars    | @ San Antonio | D 115-119 | C. J. McCollum (26)  | Karlo Matković (11)   | C. J. McCollum (9)   | Frost Bank Center 18 549    | 18 - 50 |
| 69    | 17 mars    | Détroit       | D 81-127  | Zion Williamson (30) | Yves Missi (10)       | C. J. McCollum (5)   | Smoothie King Center 17 398 | 18 - 51 |
| 70    | 19 mars    | @ Minnesota   | V 119-115 | Zion Williamson (29) | Trois joueurs (7)     | Zion Williamson (8)  | Target Center 16 936        | 19 - 51 |
| 71    | 21 mars    | @ Minnesota   | D 93-134  | C. J. McCollum (15)  | Yves Missi (10)       | Kelly Olynyk (4)     | Target Center 18 978        | 19 - 52 |
| 72    | 23 mars    | @ Détroit     | D 130-136 | C. J. McCollum (40)  | Karlo Matković (11)   | Trois joueurs (8)    | Little Caesars Arena 20 062 | 19 - 53 |
| 73    | 24 mars    | Philadelphie  | V 112-99  | Karlo Matković (19)  | Kelly Olynyk (11)     | Elfrid Payton (14)   | Smoothie King Center 16 987 | 20 - 53 |
| 74    | 28 mars    | Golden State  | D 95-111  | Bruce Brown (18)     | Yves Missi (10)       | Elfrid Payton (10)   | Smoothie King Center 18 133 | 20 - 54 |
| 75    | 30 mars    | Charlotte     | V 98-94   | Antonio Reeves (16)  | Bruce Brown (12)      | Elfrid Payton (6)    | Smoothie King Center 18 133 | 21 - 54 |

| Match | Date match | Équipe          | Score     | Meilleur marqueur     | Meilleur rebondeur           | Meilleur passeur    | Lieux Spectateurs           | Série   |
| ----- | ---------- | --------------- | --------- | --------------------- | ---------------------------- | ------------------- | --------------------------- | ------- |
| 76    | 2 avril    | @ L.A. Clippers | D 98-114  | Jose Alvarado (17)    | Yves Missi (12)              | Jose Alvarado (10)  | Intuit Dome 17 109          | 21 - 55 |
| 77    | 4 avril    | @ L.A. Lakers   | D 108-124 | Jose Alvarado (27)    | Yves Missi (11)              | Elfrid Payton (12)  | Crypto.com Arena 18 997     | 21 - 56 |
| 78    | 6 avril    | Milwaukee       | D 107-111 | Antonio Reeves (23)   | Yves Missi (12)              | Elfrid Payton (10)  | Smoothie King Center 17 561 | 21 - 57 |
| 79    | 8 avril    | @ Brooklyn      | D 114-119 | Matković, Reeves (17) | Jeremiah Robinson-Earl (9)   | Elfrid Payton (10)  | Barclays Center 16 407      | 21 - 58 |
| 80    | 10 avril   | @ Milwaukee     | D 111-136 | Lester Quiñones (21)  | Matković, Robinson-Earl (10) | Elfrid Payton (15)  | Fiserv Forum 17 341         | 21 - 59 |
| 81    | 11 avril   | Miami           | D 104-153 | Jamal Cain (25)       | Elfrid Payton (10)           | Elfrid Payton (13)  | Smoothie King Center 17 087 | 21 - 60 |
| 82    | 13 avril   | Oklahoma City   | D 100-115 | Antonio Reeves (20)   | Jeremiah Robinson-Earl (16)  | Lester Quiñones (6) | Smoothie King Center 17 761 | 21 - 61 |

### Confrontations en saison régulière
| Conférence Est      | Conférence Est                             | Conférence Est                             | Conférence Est                             | Conférence Ouest                           | Conférence Ouest                           | Conférence Ouest                           | Conférence Ouest                           | Conférence Ouest                           | Conférence Ouest                           |
| Division Atlantique | Division Atlantique                        | Division Atlantique                        | Division Atlantique                        | Division Nord-Ouest                        | Division Nord-Ouest                        | Division Nord-Ouest                        | Division Nord-Ouest                        | Division Nord-Ouest                        | Division Nord-Ouest                        |
| Équipe              | Domicile                                   | Extérieur                                  | Extérieur                                  | Équipe                                     | Domicile                                   | Domicile                                   | Domicile                                   | Extérieur                                  | Extérieur                                  |
| ------------------- | ------------------------------------------ | ------------------------------------------ | ------------------------------------------ | ------------------------------------------ | ------------------------------------------ | ------------------------------------------ | ------------------------------------------ | ------------------------------------------ | ------------------------------------------ |
| Boston              | 116-118                                    | 119-120                                    |                                            | Denver                                     | 101-94                                     | 129-132 (OT)                               |                                            | 113-125                                    | 119-144                                    |
| Brooklyn            | 105-107                                    | 114-119                                    |                                            | Minnesota                                  | 97-104                                     |                                            |                                            | 119-115                                    | 93-134                                     |
| New York            | 93-104                                     | 85-118                                     |                                            | Oklahoma City                              | 109-119                                    | 100-115                                    |                                            | 88-106                                     | 101-137                                    |
| Philadelphie        | 112-99                                     | 123-115                                    |                                            | Portland                                   | 100-118                                    | 100-119                                    |                                            | 105-103                                    | 103-124                                    |
| Toronto             | 93-119                                     | 104-113                                    |                                            | Utah                                       | 136-123                                    | 123-119 (OT)                               |                                            | 128-121                                    |                                            |
| Division            | 2-8 (Domicile : 1-4; Extérieur : 1-4)      | 2-8 (Domicile : 1-4; Extérieur : 1-4)      | 2-8 (Domicile : 1-4; Extérieur : 1-4)      | Division                                   | 6-12 (Domicile : 3-6; Extérieur : 3-6)     | 6-12 (Domicile : 3-6; Extérieur : 3-6)     | 6-12 (Domicile : 3-6; Extérieur : 3-6)     | 6-12 (Domicile : 3-6; Extérieur : 3-6)     | 6-12 (Domicile : 3-6; Extérieur : 3-6)     |
| Division Centrale   | Division Centrale                          | Division Centrale                          | Division Centrale                          | Division Pacifique                         | Division Pacifique                         | Division Pacifique                         | Division Pacifique                         | Division Pacifique                         | Division Pacifique                         |
| Équipe              | Domicile                                   | Extérieur                                  | Extérieur                                  | Équipe                                     | Domicile                                   | Domicile                                   | Domicile                                   | Extérieur                                  | Extérieur                                  |
| Chicago             | 123-111                                    | 119-113                                    |                                            | Golden State                               | 108-112                                    | 95-111                                     |                                            | 106-124                                    | 89-104                                     |
| Cleveland           | 122-131                                    | 100-128                                    |                                            | L.A. Clippers                              | 113-116                                    | 127-120                                    |                                            | 98-114                                     |                                            |
| Detroit             | 81-127                                     | 130-136                                    |                                            | L.A. Lakers                                | 99-104                                     |                                            |                                            | 115-136                                    | 108-124                                    |
| Indiana             | 125-118                                    | 110-114                                    | 104-119                                    | Phoenix                                    | 126-124                                    |                                            |                                            | 124-116                                    | 108-125                                    |
| Milwaukee           | 107-111                                    | 111-136                                    |                                            | Sacramento                                 | 109-111                                    | 111-119                                    | 140-133 (OT)                               | 118-123                                    |                                            |
| Division            | 3-8 (Domicile : 2-3; Extérieur : 1-5)      | 3-8 (Domicile : 2-3; Extérieur : 1-5)      | 3-8 (Domicile : 2-3; Extérieur : 1-5)      | Division                                   | 4-13 (Domicile : 3-6; Extérieur : 1-7)     | 4-13 (Domicile : 3-6; Extérieur : 1-7)     | 4-13 (Domicile : 3-6; Extérieur : 1-7)     | 4-13 (Domicile : 3-6; Extérieur : 1-7)     | 4-13 (Domicile : 3-6; Extérieur : 1-7)     |
| Division Sud-Est    | Division Sud-Est                           | Division Sud-Est                           | Division Sud-Est                           | Division Sud-Ouest                         | Division Sud-Ouest                         | Division Sud-Ouest                         | Division Sud-Ouest                         | Division Sud-Ouest                         | Division Sud-Ouest                         |
| Équipe              | Domicile                                   | Extérieur                                  | Extérieur                                  | Équipe                                     | Domicile                                   | Domicile                                   | Domicile                                   | Extérieur                                  | Extérieur                                  |
| Atlanta             | 111-126                                    | 112-124                                    |                                            | Dallas                                     | 119-116                                    | 136-137                                    |                                            | 91-132                                     | 103-111                                    |
| Charlotte           | 98-94                                      | 92-123                                     |                                            | Houston                                    | 111-128                                    | 97-109                                     |                                            | 113-133                                    | 117-146                                    |
| Miami               | 104-153                                    | 108-119                                    |                                            | Memphis                                    | 124-132                                    | 104-107                                    |                                            | 109-120                                    | 126-139                                    |
| Orlando             | 93-113                                     | 88-115                                     |                                            |                                            |                                            |                                            |                                            |                                            |                                            |
| Washington          | 132-120                                    | 110-98                                     |                                            | San Antonio                                | 114-96                                     | 109-103                                    |                                            | 116-121                                    | 115-119                                    |
| Division            | 3-7 (Domicile : 2-3; Extérieur : 1-4)      | 3-7 (Domicile : 2-3; Extérieur : 1-4)      | 3-7 (Domicile : 2-3; Extérieur : 1-4)      | Division                                   | 3-13 (Domicile : 3-5; Extérieur : 0-8)     | 3-13 (Domicile : 3-5; Extérieur : 0-8)     | 3-13 (Domicile : 3-5; Extérieur : 0-8)     | 3-13 (Domicile : 3-5; Extérieur : 0-8)     | 3-13 (Domicile : 3-5; Extérieur : 0-8)     |
| Conférence          | 8-23 (Domicile : 5-10; Extérieur : 3-13)   | 8-23 (Domicile : 5-10; Extérieur : 3-13)   | 8-23 (Domicile : 5-10; Extérieur : 3-13)   | Conférence                                 | 13-37 (Domicile : 9-17; Extérieur : 4-21)  | 13-37 (Domicile : 9-17; Extérieur : 4-21)  | 13-37 (Domicile : 9-17; Extérieur : 4-21)  | 13-37 (Domicile : 9-17; Extérieur : 4-21)  | 13-37 (Domicile : 9-17; Extérieur : 4-21)  |
| Total               | 21-61 (Domicile : 14-27; Extérieur : 7-34) | 21-61 (Domicile : 14-27; Extérieur : 7-34) | 21-61 (Domicile : 14-27; Extérieur : 7-34) | 21-61 (Domicile : 14-27; Extérieur : 7-34) | 21-61 (Domicile : 14-27; Extérieur : 7-34) | 21-61 (Domicile : 14-27; Extérieur : 7-34) | 21-61 (Domicile : 14-27; Extérieur : 7-34) | 21-61 (Domicile : 14-27; Extérieur : 7-34) | 21-61 (Domicile : 14-27; Extérieur : 7-34) |

## Classements

### Saison régulière
| Conférence Ouest | Conférence Ouest                    | Conférence Ouest | Conférence Ouest | Conférence Ouest | Conférence Ouest | Conférence Ouest | Conférence Ouest |
| No               | Franchise                           | Vic.             | Def.             | MJ               | V/D              | GB               |                  |
| ---------------- | ----------------------------------- | ---------------- | ---------------- | ---------------- | ---------------- | ---------------- | ---------------- |
| 1                | Thunder d'Oklahoma City - c         | 68               | 14               | 82               | .829             | –                |                  |
| 2                | Rockets de Houston - y              | 52               | 30               | 82               | .634             | 16               |                  |
| 3                | Lakers de Los Angeles - y           | 50               | 32               | 82               | .610             | 18               |                  |
| 4                | Nuggets de Denver - x               | 50               | 32               | 82               | .610             | 18               |                  |
| 5                | Clippers de Los Angeles - x         | 50               | 32               | 82               | .610             | 18               |                  |
| 6                | Timberwolves du Minnesota - x       | 49               | 33               | 82               | .598             | 19               |                  |
|                  |                                     |                  |                  |                  |                  |                  |                  |
| 7                | Warriors de Golden State - x        | 48               | 34               | 82               | .585             | 20               |                  |
| 8                | Grizzlies de Memphis - x            | 48               | 34               | 82               | .585             | 20               |                  |
| 9                | Kings de Sacramento - pi            | 40               | 42               | 82               | .488             | 28               |                  |
| 10               | Mavericks de Dallas - pi            | 39               | 43               | 82               | .476             | 29               |                  |
|                  |                                     |                  |                  |                  |                  |                  |                  |
| 11               | Suns de Phoenix - o                 | 36               | 46               | 82               | .439             | 32               |                  |
| 12               | Trail Blazers de Portland - o       | 36               | 46               | 82               | .439             | 32               |                  |
| 13               | Spurs de San Antonio - o            | 34               | 48               | 82               | .415             | 34               |                  |
| 14               | Pelicans de La Nouvelle-Orléans - o | 21               | 61               | 82               | .256             | 47               |                  |
| 15               | Jazz de l'Utah - o                  | 17               | 65               | 82               | .207             | 51               |                  |

| Division Sud-Ouest           | V  | D  | MJ | V/D  | GB | Dom   | Ext   | Neu | Div  |
| ---------------------------- | -- | -- | -- | ---- | -- | ----- | ----- | --- | ---- |
| Rockets de Houston - y       | 52 | 30 | 82 | .634 | –  | 29-12 | 23-17 | 0-1 | 13-3 |
| Grizzlies de Memphis - x     | 48 | 34 | 82 | .585 | 4  | 26-15 | 22-19 | 0-0 | 11-5 |
| Mavericks de Dallas - pi     | 39 | 43 | 82 | .476 | 13 | 22-18 | 17-25 | 0-0 | 8-8  |
| Spurs de San Antonio - o     | 34 | 48 | 82 | .415 | 18 | 20-20 | 13-27 | 1-1 | 5-11 |
| Pelicans de Nlle-Orléans - o | 21 | 61 | 82 | .256 | 31 | 14-27 | 7-34  | 0-0 | 3-13 |

### NBA In-Season Tournament
| Rang | Équipe                          | %    | J | G | P | Pp  | Pc  | Diff |
| ---- | ------------------------------- | ---- | - | - | - | --- | --- | ---- |
| 1    | Warriors de Golden State        | .750 | 4 | 3 | 1 | 470 | 462 | 8    |
| 2    | Mavericks de Dallas             | .750 | 4 | 3 | 1 | 493 | 447 | 46   |
| 3    | Nuggets de Denver               | .500 | 4 | 2 | 2 | 455 | 449 | 6    |
| 4    | Grizzlies de Memphis            | .250 | 4 | 1 | 3 | 464 | 475 | -11  |
| 5    | Pelicans de La Nouvelle-Orléans | .250 | 4 | 1 | 3 | 409 | 458 | -49  |

|  | Quarts de finale                     | Quarts de finale                 | Quarts de finale                 | Quarts de finale                 |                         |                         | Demi-finales                     | Demi-finales                     | Demi-finales                     | Demi-finales                     |  |  | Finale                           | Finale                           | Finale                           | Finale                           |
|  |                                      |                                  |                                  |                                  |                         |                         |                                  |                                  |                                  |                                  |  |  |                                  |                                  |                                  |                                  |
|  | 10 décembre 2024 – Milwaukee, WI     | 10 décembre 2024 – Milwaukee, WI | 10 décembre 2024 – Milwaukee, WI | 10 décembre 2024 – Milwaukee, WI |                         |                         | 14 décembre 2024 – Las Vegas, NV | 14 décembre 2024 – Las Vegas, NV | 14 décembre 2024 – Las Vegas, NV | 14 décembre 2024 – Las Vegas, NV |  |  | 17 décembre 2024 – Las Vegas, NV | 17 décembre 2024 – Las Vegas, NV | 17 décembre 2024 – Las Vegas, NV | 17 décembre 2024 – Las Vegas, NV |
|  | 10 décembre 2024 – Milwaukee, WI     | 10 décembre 2024 – Milwaukee, WI | 10 décembre 2024 – Milwaukee, WI | 10 décembre 2024 – Milwaukee, WI |                         |                         | 14 décembre 2024 – Las Vegas, NV | 14 décembre 2024 – Las Vegas, NV | 14 décembre 2024 – Las Vegas, NV | 14 décembre 2024 – Las Vegas, NV |  |  | 17 décembre 2024 – Las Vegas, NV | 17 décembre 2024 – Las Vegas, NV | 17 décembre 2024 – Las Vegas, NV | 17 décembre 2024 – Las Vegas, NV |
|  | Bucks de Milwaukee                   | Bucks de Milwaukee               | 114                              | 114                              |                         |                         | 14 décembre 2024 – Las Vegas, NV | 14 décembre 2024 – Las Vegas, NV | 14 décembre 2024 – Las Vegas, NV | 14 décembre 2024 – Las Vegas, NV |  |  | 17 décembre 2024 – Las Vegas, NV | 17 décembre 2024 – Las Vegas, NV | 17 décembre 2024 – Las Vegas, NV | 17 décembre 2024 – Las Vegas, NV |
|  | Bucks de Milwaukee                   | Bucks de Milwaukee               | 114                              | 114                              |                         |                         | 14 décembre 2024 – Las Vegas, NV | 14 décembre 2024 – Las Vegas, NV | 14 décembre 2024 – Las Vegas, NV | 14 décembre 2024 – Las Vegas, NV |  |  | 17 décembre 2024 – Las Vegas, NV | 17 décembre 2024 – Las Vegas, NV | 17 décembre 2024 – Las Vegas, NV | 17 décembre 2024 – Las Vegas, NV |
|  | Magic d'Orlando                      | Magic d'Orlando                  | 109                              | 109                              |                         |                         | 14 décembre 2024 – Las Vegas, NV | 14 décembre 2024 – Las Vegas, NV | 14 décembre 2024 – Las Vegas, NV | 14 décembre 2024 – Las Vegas, NV |  |  | 17 décembre 2024 – Las Vegas, NV | 17 décembre 2024 – Las Vegas, NV | 17 décembre 2024 – Las Vegas, NV | 17 décembre 2024 – Las Vegas, NV |
|  | Magic d'Orlando                      | Magic d'Orlando                  | 109                              | 109                              | Bucks de Milwaukee      | Bucks de Milwaukee      | 110                              | 110                              |                                  |                                  |  |  | 17 décembre 2024 – Las Vegas, NV | 17 décembre 2024 – Las Vegas, NV | 17 décembre 2024 – Las Vegas, NV | 17 décembre 2024 – Las Vegas, NV |
|  | 11 décembre 2024 – New York, NY      |                                  |                                  |                                  | Bucks de Milwaukee      | Bucks de Milwaukee      | 110                              | 110                              |                                  |                                  |  |  | 17 décembre 2024 – Las Vegas, NV | 17 décembre 2024 – Las Vegas, NV | 17 décembre 2024 – Las Vegas, NV | 17 décembre 2024 – Las Vegas, NV |
|  |                                      |                                  | Hawks d'Atlanta                  | Hawks d'Atlanta                  | 102                     | 102                     |                                  |                                  |                                  |                                  |  |  | 17 décembre 2024 – Las Vegas, NV | 17 décembre 2024 – Las Vegas, NV | 17 décembre 2024 – Las Vegas, NV | 17 décembre 2024 – Las Vegas, NV |
|  | Knicks de New York                   | Knicks de New York               | Hawks d'Atlanta                  | Hawks d'Atlanta                  | 102                     | 102                     | 100                              | 100                              |                                  |                                  |  |  | 17 décembre 2024 – Las Vegas, NV | 17 décembre 2024 – Las Vegas, NV | 17 décembre 2024 – Las Vegas, NV | 17 décembre 2024 – Las Vegas, NV |
|  | Knicks de New York                   | Knicks de New York               | 14 décembre 2024 – Las Vegas, NV |                                  |                         |                         | 100                              | 100                              |                                  |                                  |  |  | 17 décembre 2024 – Las Vegas, NV | 17 décembre 2024 – Las Vegas, NV | 17 décembre 2024 – Las Vegas, NV | 17 décembre 2024 – Las Vegas, NV |
|  | Hawks d'Atlanta                      | Hawks d'Atlanta                  | 108                              | 108                              |                         |                         |                                  |                                  |                                  |                                  |  |  | 17 décembre 2024 – Las Vegas, NV | 17 décembre 2024 – Las Vegas, NV | 17 décembre 2024 – Las Vegas, NV | 17 décembre 2024 – Las Vegas, NV |
|  | Hawks d'Atlanta                      | Hawks d'Atlanta                  | 108                              | 108                              | Bucks de Milwaukee      | Bucks de Milwaukee      | 97                               | 97                               |                                  |                                  |  |  |                                  |                                  |                                  |                                  |
|  | 10 décembre 2024 – Oklahoma City, OK |                                  |                                  |                                  | Bucks de Milwaukee      | Bucks de Milwaukee      | 97                               | 97                               |                                  |                                  |  |  |                                  |                                  |                                  |                                  |
|  |                                      |                                  | Thunder d'Oklahoma City          | Thunder d'Oklahoma City          | 81                      | 81                      |                                  |                                  |                                  |                                  |  |  |                                  |                                  |                                  |                                  |
|  | Thunder d'Oklahoma City              | Thunder d'Oklahoma City          | Thunder d'Oklahoma City          | Thunder d'Oklahoma City          | 81                      | 81                      | 118                              | 118                              |                                  |                                  |  |  |                                  |                                  |                                  |                                  |
|  | Thunder d'Oklahoma City              | Thunder d'Oklahoma City          |                                  |                                  |                         |                         |                                  |                                  |                                  |                                  |  |  |                                  |                                  |                                  |                                  |
|  | Mavericks de Dallas                  | Mavericks de Dallas              | 104                              | 104                              |                         |                         |                                  |                                  |                                  |                                  |  |  |                                  |                                  |                                  |                                  |
|  | Mavericks de Dallas                  | Mavericks de Dallas              | 104                              | 104                              | Thunder d'Oklahoma City | Thunder d'Oklahoma City | 111                              | 111                              |                                  |                                  |  |  |                                  |                                  |                                  |                                  |
|  | 11 décembre 2024 – Houston, TX       |                                  |                                  |                                  | Thunder d'Oklahoma City | Thunder d'Oklahoma City | 111                              | 111                              |                                  |                                  |  |  |                                  |                                  |                                  |                                  |
|  |                                      |                                  | Rockets de Houston               | Rockets de Houston               | 96                      | 96                      |                                  |                                  |                                  |                                  |  |  |                                  |                                  |                                  |                                  |
|  | Rockets de Houston                   | Rockets de Houston               | Rockets de Houston               | Rockets de Houston               | 96                      | 96                      | 91                               | 91                               |                                  |                                  |  |  |                                  |                                  |                                  |                                  |
|  | Rockets de Houston                   | Rockets de Houston               |                                  |                                  |                         |                         |                                  | 91                               |                                  |                                  |  |  |                                  |                                  |                                  |                                  |
|  | Warriors de Golden State             | Warriors de Golden State         | 90                               | 90                               |                         |                         |                                  |                                  |                                  |                                  |  |  |                                  |                                  |                                  |                                  |
|  | Warriors de Golden State             | Warriors de Golden State         | 90                               | 90                               |                         |                         |                                  |                                  |                                  |                                  |  |  |                                  |                                  |                                  |                                  |
|  |                                      |                                  |                                  |                                  |                         |                         |                                  |                                  |                                  |                                  |  |  |                                  |                                  |                                  |                                  |